# モルルーポ
モルルーポ（伊: Morlupo）は、イタリア共和国ラツィオ州ローマ県にある、人口約8,500人の基礎自治体（コムーネ）。

## 地理

### 位置・広がり
ローマ県北部のコムーネ。

#### 隣接コムーネ
隣接するコムーネは以下の通り。
- カペーナ
- カステルヌオーヴォ・ディ・ポルト
- マリアーノ・ロマーノ
- リニャーノ・フラミーニオ

### 気候分類・地震分類
モルルーポにおけるイタリアの気候分類 (it) および度日は、zona D, 1831 GGである。
また、イタリアの地震リスク階級 (it) では、zona 3A (sismicità bassa) に分類される。